# Нэводари
Нэводари (рум. Năvodari, [nəvoˈdarʲ]; исторические названия — Carachioi, Caracoium, тур. Kara Koyum) — город в Румынии, в жудеце Констанца. К востоку от города, к порту Мидия проходит северное русло румынского канала Дунай — Чёрное море. Население — 34 936 человек.
Название города переводится с румынского как «траулеры».

## История
Поселение было впервые упомянуто в 1421 году, под названием Kara Koyun (с тур. — «черная овца»), а позже было переименовано в Каракёй (тур. Karaköy) или Карахиой (Carachioi, «чёрная деревня»). В 1927 году населённый пункт был переименован в Нэводари, а через пять лет, 15 августа 1932 года, ему был дан статус коммуны.
В рамках программы индустриализации, проводимой коммунистическим режимом, город начал развиваться как промышленный центр. В 1957 году была открыта фабрика по производству суперфосфата и серной кислоты, также известная как USAS (рум. Uzina de Superfosfat si Acid Sulfuric), чьё строительство было начато в 1954 году, что придало новый толчок развитию города. Тем не менее, построенный завод загрязнил токсичными отходами Чёрное море и озеро Ташаул. В 1990-х годах загрязнение было значительно сокращено, так как завод был модернизирован.
В 1968 году население Нэводари превысило 6500 жителей. Закон, принятый в том же году, предоставил коммуне Нэводари статус города и передал деревню Мамая Сат (рум. Mamaia Sat) под управление его администрацией.
В 1975 году была начата модернизация города, закончена она была 29 июня 1979 года.